# Seguros Bolívar Open Cali 2013
Il Seguros Bolívar Open Cali 2013 è stato un torneo di tennis facente parte della categoria ATP Challenger Tour nell'ambito dell'ATP Challenger Tour 2013. È stata la 6ª edizione del torneo che si è giocata a Cali in Colombia dal 9 al 15 settembre 2013 su campi in terra rossa e aveva un montepremi di $50,000+H.

## Partecipanti singolare

### Teste di serie
| Nazionalità | Giocatore        | Ranking* | Testa di serie |
| ----------- | ---------------- | -------- | -------------- |
| Brasile     | João Souza       | 121      | 1              |
| Argentina   | Guido Andreozzi  | 160      | 2              |
| Argentina   | Agustín Velotti  | 170      | 3              |
| Argentina   | Facundo Bagnis   | 180      | 4              |
| Argentina   | Facundo Argüello | 208      | 5              |
| Brasile     | Fabiano de Paula | 228      | 6              |
| Brasile     | Ricardo Hocevar  | 260      | 7              |
| Colombia    | Carlos Salamanca | 270      | 8              |

- Ranking al 26 agosto 2013.

### Altri partecipanti
Giocatori che hanno ricevuto una wild card:
- Giovanni Lapentti
- Alvaro Ochoa
- Eduardo Struvay
- Carlos Salamanca

Giocatori che sono passati dalle qualificazioni:
- Juan Ignacio Londero
- Duilio Beretta
- Sebastian Exequiel Pini
- Fernando Romboli

## Vincitori

### Singolare
Facundo Bagnis ha battuto in finale  Facundo Argüello con il punteggio di 6–2, 4–6, 6–3

### Doppio
Guido Andreozzi /  Eduardo Schwank hanno battuto in finale  Carlos Salamanca /  João Souza con il punteggio di 6–2, 6–4